# Arthur Kaluma
Arthur Kaluma (Boston, 1º marzo 2002) è un cestista statunitense con cittadinanza ugandese.

## Biografia
È il fratello del cestista Adam Seiko.

## Carriera

### Nazionale
Con la nazionale ugandese è stato convocato per il Campionato africano del 2021.